# Marmorerad darrocka
Marmorerad darrocka (Torpedo marmorata) är en fiskart tillhörande familjen darrockor. Den lever i kustvatten ifrån Storbritannien ner till Afrikas sydspets, i Medelhavet samt (sällsynt) i Indiska oceanen. Den har fångats i nordiska vatten ett par gånger. 
Den marmorerade darrockan har stora elektriska organ, vilka sitter mellan huvudet och bröstfenorna. Rockan kan alstra urladdningar såväl reflexmässigt som viljemässigt, dessa består av en serie snabba stötar, omkring 150 st/sekund. Stötarna kan uppgå till 220 volt (7-10 ampere), vilket är kraftigt nog att slå omkull en människa vid beröring med fisken. Stötarna som avges är dock vanligtvis svagare än 220 volt. Rockan använder elektriciteten som försvar, och för att bedöva större bytesdjur. Efter en serie urladdningar försvagas "batterierna", och det tar sedan en tid innan de är återuppladdade.
Fisken är inte speciellt aktiv, utan lever mestadels nedgrävd i sanden. Den lever på fiskar, musslor, kräftdjur och andra bottenvarelser. 
Fisken är platt och nästan cirkelformad, med en kort stjärt vilken i spetsen breder ut sig till en fena. Huden är slät, oftast brun på ovansidan, marmorerad med ljusbruna fläckar. Undersidan är vit med bruna kanter. Längd omkring 50–60 centimeter (kan uppgå till 1 m, bredden likaså). Vikt cirka 3 kg. Den marmorerade darrockan föder levande ungar.